# V世代
《V世代》，是一部美國超級英雄網路劇，由蜜雪兒·費茲卡斯（Michele Fazekas）與塔拉·巴特斯（Tara Butters）開創，為根據蓋斯·恩尼斯和德瑞克·羅伯森的同名漫畫的故事線《溜之大吉》（We Gotta Go Now）改編，由埃里克·克里普基開創的影集《黑袍糾察隊》之衍生劇。本劇緊接在《黑袍糾察隊》第三季之後，第四季之前，本劇於2023年9月29日在亞馬遜的Prime Video首播。

## 劇情
《V世代》以戈多金大學為背景，這是美國專為年輕超級英雄設立的大學（由沃特企業經營），探究一群青年超能力者意外發現校園內潛藏的陰謀。主角瑪麗·莫羅在超能力覺醒時，意外殺死父母，妹妹也因此疏遠她，瑪麗試圖透過進入戈多金大學成為超級英雄，來與妹妹重修舊好，然而在成功入學後，一系列悲劇與陰謀卻讓情況急轉直下。

## 演員與角色

### 主要角色
- 潔茲·辛克萊（英语：Jaz Sinclair） 飾演 瑪麗·莫羅（Marie Moreau）
  - 潔達·勒布朗(Jaeda LeBlanc) 飾演 童年時期的瑪麗

有悲慘過去的控血能力者，曾為紅河孤兒院收容的孤兒。進入戈多金大學後試圖證明自己具有加入「七巨頭」的資格，但在發現學校的秘密後開始解謎。 八年前，初經來潮的瑪麗意外用自己的血液殺死雙親，導致自己與妹妹安娜貝絲分離，進入紅河孤兒院。在進入戈多金大學後，為了為自己的過去贖罪並與妹妹重修舊好而執意進入打擊犯罪學院。
- 莉茲·百老匯（英语：Lizze Broadway） 飾演 艾瑪·邁爾／小蟋蟀（Emma Meyer / Little Cricket）

可縮小到0.5英吋的YouTuber。她沒有安全感又天真的個性總是讓她處在妥協的地位，儘管如此，她還是與新鮮人室友瑪麗成為好友，兩人一同調查圍繞在戈多金大學的神秘危機。她深受使用能力前必須嘔吐、要回復原本大小必須暴食的能力限制、以及網路上對她的負面言論所苦。她進食後可以讓自己的體積變大，並獲得超人力氣與耐力。
角色原型為凱西·朗恩
- 錢斯·佩爾多莫（英语：Chance Perdomo） 飾演 安德烈·安德森（Andre Anderson）

能夠控制磁力的三年級人氣學生，是金童的好友。他也是知名英雄「磁極人」的兒子，會在父親退休後繼承他的名號。安德烈在發現學校不對勁之處時，他將其視為自己的責任而開始調查。
角色原型為北極星
- 麥蒂·菲利普斯（英语：Maddie Phillips） 飾演 凱特·鄧拉普（Cate Dunlap）
  - 薇樂·馬里諾(Violet Marino) 飾演 童年時期的凱特

強大而自信的三年級生，喬丹與安德烈的好友。凱特具有讓碰過她雙手的人們服從她指令的能力，而她總是用超能力讓自己獲得好處。她也是路克的女友，這使她成為學院中的人氣學生之一。
角色原型為琴·葛雷、小淘氣與萬磁王
- 倫敦·索爾與德瑞克·盧（英语：Derek Luh） 飾演 喬丹·李（Jordan Li）

具有改變自身生理性別能力的學生。男性身體無堅不摧，而女性身體除了敏捷外，也能放出能量波。獨特的能力使喬丹成為布林克的打擊犯罪學院中最傑出的助教。
- 艾薩·傑曼　飾演 山姆·萊爾丹（Sam Riordan）
  - 卡麥隆·尼可(Cameron Nicoll) 飾演 童年時期的山姆

路克的弟弟，一名深受困擾，具有怪力且刀槍不入的學生。雖然有副好心腸，但他深受幻覺侵擾，使他無法分辨現實與虛幻。
- 雪莉·康恩（英语：Shelley Conn） 飾演 ‪印蒂拉·薛蒂（Indira Shetty）

戈多金大學教務長，沒有超能力的凡人。她對超級英雄心理學的知識與卓越的分析能力令她成為學院中無可替代的人物。她的最終目的是將戈多金大學轉變為超人類菁英學校，而她在瑪麗一踏入校門後便對她有著強烈興趣。
實為37號航班受難者遺族，企圖利用專殺超人類的病毒對超人類進行屠殺。
角色原型為X教授與威廉·史崔克
- 漢米許·林克萊特 飾演 ‪賽佛（Cipher）

受到高官政要賞識的科學家，在薛蒂教務長死後被沃特國際雇用為新任教務長，而在考洪總統的幫助下，他重啟了高多金大學的秋季課程。

### 常設角色
- 派翠克·史瓦辛格 飾演 路克·萊爾丹／金童（Luke Riordan / Golden Boy）

具有控火能力，能夠讓全身著火。路克是具有頂級能力的四年級人氣學生，並且有著極高的機會能夠加入「七巨頭」。
角色原型為霹靂火
- 西恩·派屈克·湯瑪斯（英语：Sean Patrick Thomas） 飾演 安德森先生／磁極人（Mr. Anderson / Polarity）

安德烈的父親，知名超級英雄兼戈多金大學的校友與董事。他認為安德烈命中注定會加入「七巨頭」，並希望他能夠在退休後繼承他的名號，而他能夠為此不擇手段也要達成自己的夢想。
角色原型為萬磁王
- 馬可·波哥希（英语：Marco Pigossi） 飾演 愛迪生·卡多薩醫師（Doctor Edison Cardosa）

樹林實驗室首席科學家，同時也是超能病毒的發明者。
- 克蘭西·布朗 飾演 理查·「瑞奇·布林克」·布林克霍夫（Richard "Rich Brink" Brinkerhoff）[5]

戈多金大學知名教授，曾經的學生包含梅芙女王、高鐵俠與潛水王。他試圖找出能夠加入「七巨頭」的學生，並認為金童就是這名人選。
- 亞歷山大·考弗特（英语：Alexander Calvert） 飾演 魯佛斯（Rufus）[6]

戈多金大學學生
- 瑪雅·潔·巴斯提達斯(Maia Jae Bastidas) 飾演 潔絲汀·賈西亞(Justine Garcia)

具有超人耐力與再生治癒因子的網紅，為腥紅女爵表演藝術學院的學生。
- 丹·伯恩 飾演 社群小編傑夫(Social Media Jeff)

戈多金大學社群網站主管。
- 尼可拉斯·漢密爾頓（英语：Nicholas Hamilton） 飾演 梅佛瑞克（Maverick）

戈多金大學學生，半透人之子，與父親一樣能夠將自己的皮膚轉變為碳超材料並使自己隱形。
- 潔西卡·克萊門(Jessica Clement) 飾演 哈柏(Harper)

戈多金大學學生，長了條老鼠尾巴。
- 勞勃·巴佐奇(Robert Bazzocchi) 飾演 連恩(Liam)

艾瑪的同學。
- 查克·麥葛溫 飾演 惡犬（Dogknott）

「七巨頭」候選成員之一，具有犬科動物的感官，可以嗅出癌症，傳聞他曾吃過一條狗，但潛水王表示實情是他「吃爆了」一條狗（意指與狗發生口交）而被刷掉。
角色原型為野獸，在原作中為少年奇士成員，長得像是人犬混種，遭到黑袍糾察隊痛毆。
- 伊森·史雷特（英语：Ethan Slater）飾演 湯瑪斯·戈多金(Thomas Godolkin)

戈多金大學創校人兼隸屬沃特國際的行為研究學家。1960年代曾主持奧德薩計畫(Project Odessa)，但計畫因未知原因擱置。1965年，他與費德烈·沃特一同創辦戈多金大學作為門面以掩飾對超人類的研究。
原作中名為約翰·戈多金(John Godolkin)，為G戰警創辦人兼領袖，角色原型為X教授。
- 泰特·佛萊契（英语：Tait Fletcher）
- 史蒂芬·卡林（英语：Stephen Kalyn）
- 懷特·多里昂（英语：Wyatt Dorion）
- 琪雅·金（英语：Keeya King）
- 茱莉亞·諾佩（英语：Julia Knope）
- 史黛西·麥岡尼格（英语：Stacey McGunnigle）
- 喬琪·墨菲（英语：Georgie Murphy）

### 客串角色
- 德瑞克·威爾森 飾演 勞勃·威農／科技騎士（Robert Vernon / Tek Knight）

具有超常洞察能力的著名超級英雄，現為沃特旗下真實犯罪節目《與科技騎士洞悉真相》的主持人，專門利用自身節目來為沃特掩蓋真相。實際上，他有顆可能致死的腦瘤，並導致了他看到任何一個洞就無法克制的性衝動。
角色原型為蝙蝠俠與鋼鐵人
- 泰·巴奈特（英语：Ty Barnett） 飾演 麥爾坎·莫羅（Malcolm Moreau）

瑪麗的父親。
- 蜜雅塔·艾蒂·李拜爾（英语：Miatta Ade Lebile） 飾演 潔姬·莫羅（Jackie Moreau）

瑪麗的母親。
- 瑪麗亞·奈許(Maria Nash) 飾演 安娜貝絲·莫羅（Annabeth Moreau）

瑪麗的妹妹。
- 西達斯·沙瑪（英语：Siddharth Sharma） 飾演 泰勒·歐本海姆（Tyler Oppenheim）

戈多金大學學生。
- 蘿拉·凱·陳(Laura Kai Chen) 飾演 凱拉·李(Kayla Li),

喬丹的母親。
- 彼得·金(Peter Kim) 飾演 保羅·李(Paul Li)

喬丹的父親，對喬丹改變性別的能力嗤之以鼻。
- 安迪·華肯（英语：Andy Walken） 飾演 達斯蒂(Dusty)

外表看似少年，實際已28歲的超人類。
- 亞歷珊卓·卡斯提洛（英语：Alexandra Castillo） 飾演 凡妮莎(Vanessa)
- 華倫·薛爾(Warren Scherer)  飾演 超能史蒂夫(The Incredible Steve)

戈多金大學學生，具有能夠將斷肢重新接合的超能力。
- 傑西·亞瑟 飾演 瑞吉·法蘭克林／膏鐵俠
- 蔻碧·米納菲 飾演 艾希莉·貝瑞特
- P·J·拜恩 飾演 亞當·伯克
- 詹森·艾克爾斯 飾演 班／阿兵哥
- 克勞蒂亞·杜米特（英语：Claudia Doumit） 飾演 維多莉亞·紐曼
- 柴斯·克勞福 飾演 凱文·莫斯科維茲／潛水王
- 伊莉莎白·蘇 飾演 瑪德琳·史迪威
- 賈姬·托恩（英语：Jackie Tohn） 飾演 寇特妮·福特尼
- 馬修·愛迪生（英语：Matthew Edison） 飾演 卡麥隆·柯爾曼
- 萊拉·羅賓斯（英语：Laila Robins） 飾演 葛瑞絲·馬洛里上校
- 安東尼·史達 飾演 護國超人
- 卡爾·厄本 飾演 比利·布徹
- 傑森·里特 飾演 自己
- 艾琳·莫里亞蒂 飾演 安妮·詹紐瑞／星光
- 內森·米契爾（英语：內森·米契爾） 飾演 黑俠二代
- 瓦樂莉·柯瑞 飾演 米絲蒂·塔克·葛雷／爆竹女

## 集數

### 第一季(2023)
| 集數 | 標題               | 導演                       | 編劇                                                         | 上線日期       |
| ---- | ------------------ | -------------------------- | ------------------------------------------------------------ | -------------- |
| 1    | 高多金大學         | 尼爾森·克雷格              | 克雷格·羅森伯格、伊凡·戈博與埃里克·克里普基                  | 2023年9月29日  |
| 2    | 第一天             | 尼爾森·克雷格              | 札克·史瓦茲(Zak Schwartz)與布蘭特·英格斯坦(Brant Englestein) | 2023年9月29日  |
| 3    | #心懷布林克        | 菲爾·斯格里恰              | 艾瑞卡·羅斯布（Erica Rosbe）                                 | 2023年9月29日  |
| 4    | 洞悉真相           | 史蒂芬·博伊姆              | 潔西卡·周(Jessica Chou)                                      | 2023年10月6日  |
| 5    | 歡迎來到怪物俱樂部 | 克萊兒·基爾納              | 雷克斯·艾德尼斯(Lex Edness)                                  | 2023年10月13日 |
| 6    | 野蠻遊戲           | 瑞秋·戈博(Rachel Goldberg) | 蘿倫·葛瑞爾(Lauren Greer)                                    | 2023年10月20日 |
| 7    | 患病               | 夏娜·史坦(Shana Stein)     | 雀兒喜·葛雷特(Chelsea Grate)                                 | 2023年10月27日 |
| 8    | 高多金異攻隊       | 莎娜·哈姆利(Sanaa Hamri)   | 布蘭特·英格斯坦                                              | 2023年11月3日  |

## 製作

### 開發
2020年9月24日，亞馬遜宣佈開發《黑袍糾察隊》的衍生影集，克雷格·羅森伯格（Craig Rosenberg）為試播集執筆劇本，同時擔當節目統籌，並與 埃里克·克里普基、塞斯·羅根、伊凡·戈博、詹姆斯·威佛（James Weaver）、尼爾·H·摩里茲、帕文·謝蒂（Pavun Shetty）、蜜琪·史達（Michaela Starr）、蓋斯·恩尼斯、德瑞克·羅伯森、蜜雪兒·費茲卡斯、塔拉·巴特斯、莎拉·卡比內（Sarah Carbiener）、艾瑞卡·羅斯布（Erica Rosbe）、愛莎·波特-克莉絲蒂（Aisha Porter-Christie）、茱達莉娜·內拉（Judalina Neira）以及札克·史瓦茲共同擔任執行製作人（Zak Schwartz）。2020年，10月2日，主創埃里克·克里普基透露這齣啟發自《飢餓遊戲》的影集將以戲仿X戰警的超級英雄團體G戰警（G-Men）成員為主要角色，並基於蓋斯·恩尼斯和德瑞克·羅伯森的黑袍糾察隊漫畫系列中的故事線《溜之大吉》（We Gotta Go Now）改編。

### 選角
2021年3月，莉茲·百老匯、潔茲·辛克萊、夏恩·保羅·麥吉、艾梅·卡莉羅和麥蒂·菲利普斯確定出演主要角色。2021年4月15日，蕊娜·哈迪斯蒂確定出演主要角色。2022年3月10日，卡莉羅與麥吉離開劇組。數日後，錢斯·佩爾多莫經由重新選角加入劇組並取代麥吉的角色。2022年4月25日，哈迪斯蒂離開劇組。2022年5月9日，倫敦·索爾（London Thor）取代哈迪斯蒂演出角色。德瑞克·盧、艾薩·傑曼(Asa Germann)與雪莉·康恩加入劇組成為常規演員。兩日後，派翠克·史瓦辛格、西恩·派屈克·湯瑪斯與馬可·波哥希加入演出常設角色，其中湯瑪斯回歸飾演他在《黑袍糾察隊：窮凶極惡》所演出的角色。2022年11月，克蘭西·布朗加入劇組出演未定角色。2022年12月，傑西·亞瑟、蔻碧·米納菲與P·J·拜恩確定回歸客串演出他們在《黑袍糾察隊》所演出的角色，分別為瑞吉·法蘭克林／膏鐵俠、艾希莉·貝瑞特以及亞當·伯克。

### 拍攝
攝影作業於2022年5月在多倫多大學密西沙加分校的校地開始，7月時則取景於賓頓克萊兒鎮自然保留區,，並預定於10月殺青，此時的作業標題為《黑袍糾察隊：校隊（The Boys Presents: Varsity）》。2022年7月，宣布影集正式標題為《V世代（Gen V）。2022年9月，影集卡司經由社群網站宣布殺青。。

## 外部連結
- 互联网电影数据库（IMDb）上《V世代》的资料（英文）